# Competizioni professionistiche di StarCraft: Brood War

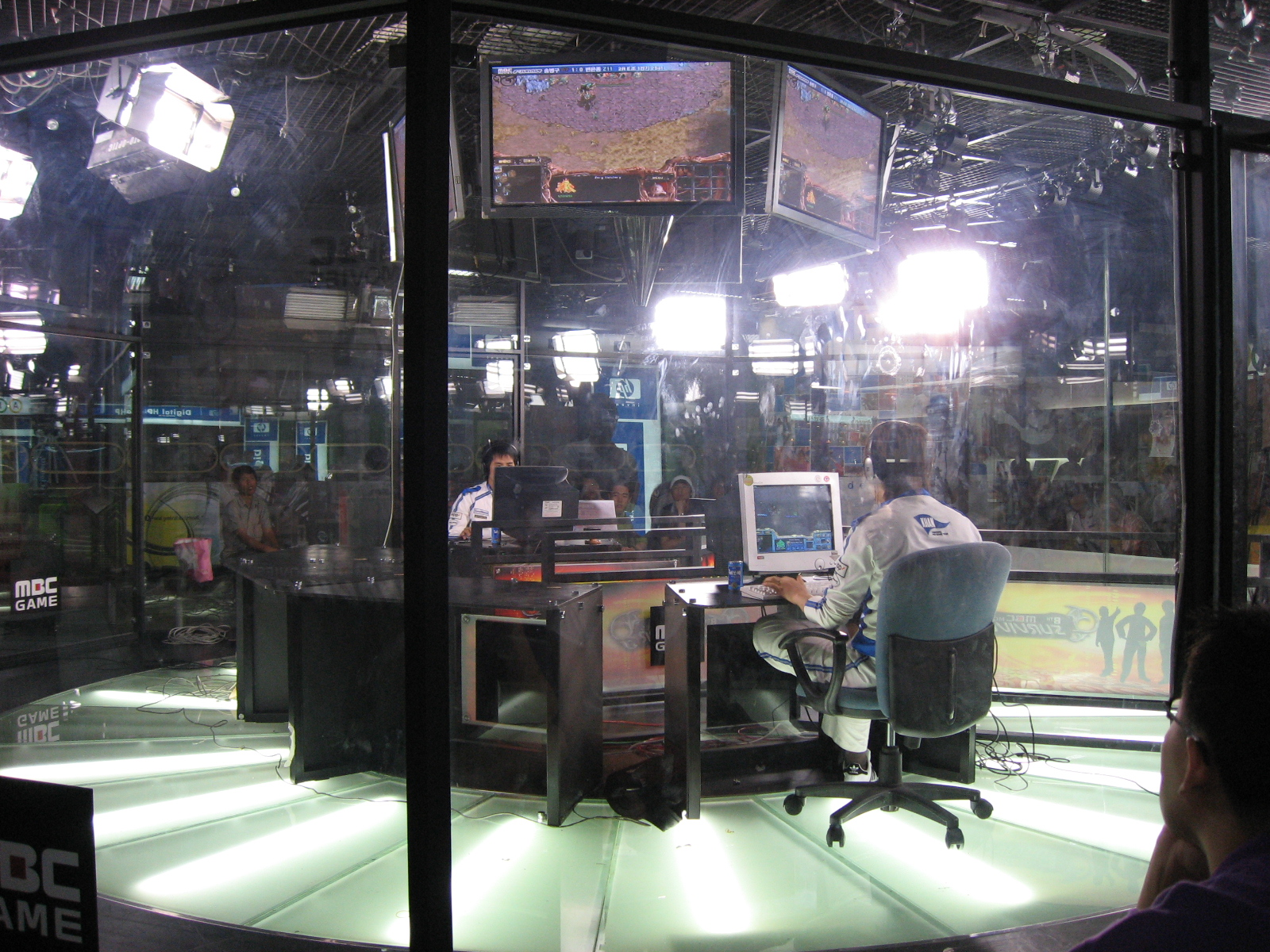
Match di StarCraft trasmesso dal canale MBCGame

Il videogioco strategico in tempo reale StarCraft (1998), e in particolare la sua versione espansa StarCraft: Brood War (1998), ha dato luogo, specialmente in Corea del Sud, a un circuito di competizioni professionali, alcune delle quali trasmesse da emittenti televisive quali OnGameNet e MBCGame. A partire dal 2002, i giocatori professionisti hanno cominciato a organizzarsi in diverse squadre, sponsorizzate da aziende coreane, come la SK Telecom. L'organizzazione dei tornei e delle squadre è regolata dalla Korean e-Sports Association (KeSPA).

## Tornei
Numerosi tornei si sono svolti dall'uscita del gioco, sia a livello della Corea del Sud, dove è considerato uno dei titoli più giocati, che internazionale.

### OnGameNet Starleague (OSL)
L'OnGameNet Starleague, abbreviata OSL, è un torneo semiannuale trasmesso dalla emittente televisiva OnGameNet a partire dal 2000, ed essendo il primo torneo trasmesso in Corea del Sud, è considerato il più prestigioso torneo di StarCraft.

### MBCGame StarCraft League (MSL)
La MBCGame StarCraft League, abbreviata MSL, è un torneo coreano nato nel 2002, trasmesso dalla rete televisiva MBCGame fino al 2011. Inizialmente chiamato KPGA Tour, cambia nel 2003 il proprio nome in MSL.

### World Cyber Games (WCG)
Il World Cyber Games è stata una manifestazione internazionale che ha raggruppato competizioni di vari videogiochi, tra cui anche StarCraft:Brood War, dal 2001 al 2010.

#### Medagliere
| Anno | Gold       | Silver      | Bronze         |
| ---- | ---------- | ----------- | -------------- |
| 2000 | GoRush     | I_Love.Star | NTT            |
| 2001 | BoxeR      | ElkY        | GoRush         |
| 2002 | BoxeR      | YellOw      | Blackman       |
| 2003 | oGoGo      | FiSheYe     | Grrr_ca        |
| 2004 | Seo Ji-Hun | Midas[gm]   | BeasT          |
| 2005 | fOru       | 3D Androide | Legionnaire    |
| 2006 | iloveoov   | JulyZerg    | midas[gm]      |
| 2007 | Stork      | CN.Pj       | ToT)Mondragon( |
| 2008 | Luxury     | Stork       | Strelok        |
| 2009 | Jaedong    | Stork       | Bisu           |
| 2010 | Flash      | Goojila     | Jaedong        |

### Proleague
La Proleague è un torneo a squadre trasmesso da OnGameNet e MBCGame, nato nel 2005 come fusione di due tornei a squadre trasmessi dalle due rispettive emittenti.

## KeSPA Rankings
La KeSPA pubblica mensilmente una classifica basata sulle performance dei giocatori negli ultimi dodici mesi. Più le partite sono recenti, più hanno peso in termini di punti